# Cosmosoma metallescens
Cosmosoma metallescens är en fjärilsart som beskrevs av Ménétriés 1857. Cosmosoma metallescens ingår i släktet Cosmosoma och familjen björnspinnare. Inga underarter finns listade i Catalogue of Life.